# بوابة دخنة
بوابة دخنة والمعروفة أيضًا بالدروازة الكبيرة، هي بوابة تاريخية محصنة مبنية من الأرض تعود للقرنين الثامن عشر أو التاسع عشر، وتقع في حي الديرة بمدينة الرياض، المملكة العربية السعودية، في الجزء الجنوبي من حي قصر الحكم. سُميت البوابة نسبةً إلى حي دخنة الذي كان جزءًا من المدينة المسورة القديمة. تم إعادة بناء البوابة بين عامي 1988 و1992 كجزء من مشروع تطوير منطقة قصر الحكم. تُعتبر هذه البوابة واحدة من آخر البوابات المتبقية لأسوار مدينة الرياض القديمة، وقد كانت تُعد المدخل الرئيس للمدينة المسورة من الجهة الجنوبية حتى تم تفكيك التحصينات في الخمسينيات.